# بيقية السياج
بيقية السياج نوع نباتي يتبع جنس البيقية من الفصيلة البقولية. اسمه العلمي (باللاتينية: Vicia sepium).
تنتشر في أوروبا.

## الوصف النباتي
نبات عشبي. الورقة ريشية مركبة تنتهي بمحلاق. الأزهار بيضاء وبنفسجية (انظر الصورة). الثمرة قرن.